# Carte du trèfle de Bünting
La carte du trèfle de Bünting, également appelée Le Monde dans un trèfle, en allemand : Die ganze Welt in einem Kleberblat/Welches ist der Stadt Hannover meines lieben Vaterlandes Wapen (Le monde entier dans un trèfle / Quel est le drapeau de la ville de Hanovre, ma chère patrie) est une mappa mundi historique, centrée sur Jérusalem et dessinée par le pasteur, théologien et cartographe protestant allemand Heinrich Bünting. La carte est publiée dans son livre Itinerarium Sacrae Scripturae (Livre de voyage des Saintes Écritures) en 1581.

## Généralités
La carte fait désormais partie de la collection de cartes d'Eran Laor à la Bibliothèque nationale d'Israël à Jérusalem. Un modèle en mosaïque de la carte est installé sur la clôture de la place Safra (en), à l'emplacement de l'hôtel de ville de Jérusalem.

## Description
La carte est une illustration figurative, à la manière d'une mappa mundi médiévale, représentant le monde sous la forme d'un trèfle, qui symbolise la Trinité chrétienne et qui figure également dans les armoiries de Hanovre, ville natale d'Heinrich Bünting.  La ville de Jérusalem est représentée au centre, entourée de trois continents centraux, tandis que d'autres régions du monde sont illustrées séparément du trèfle.
Elle mesure 38 par 30 cm.